# Cibi ultralavorati

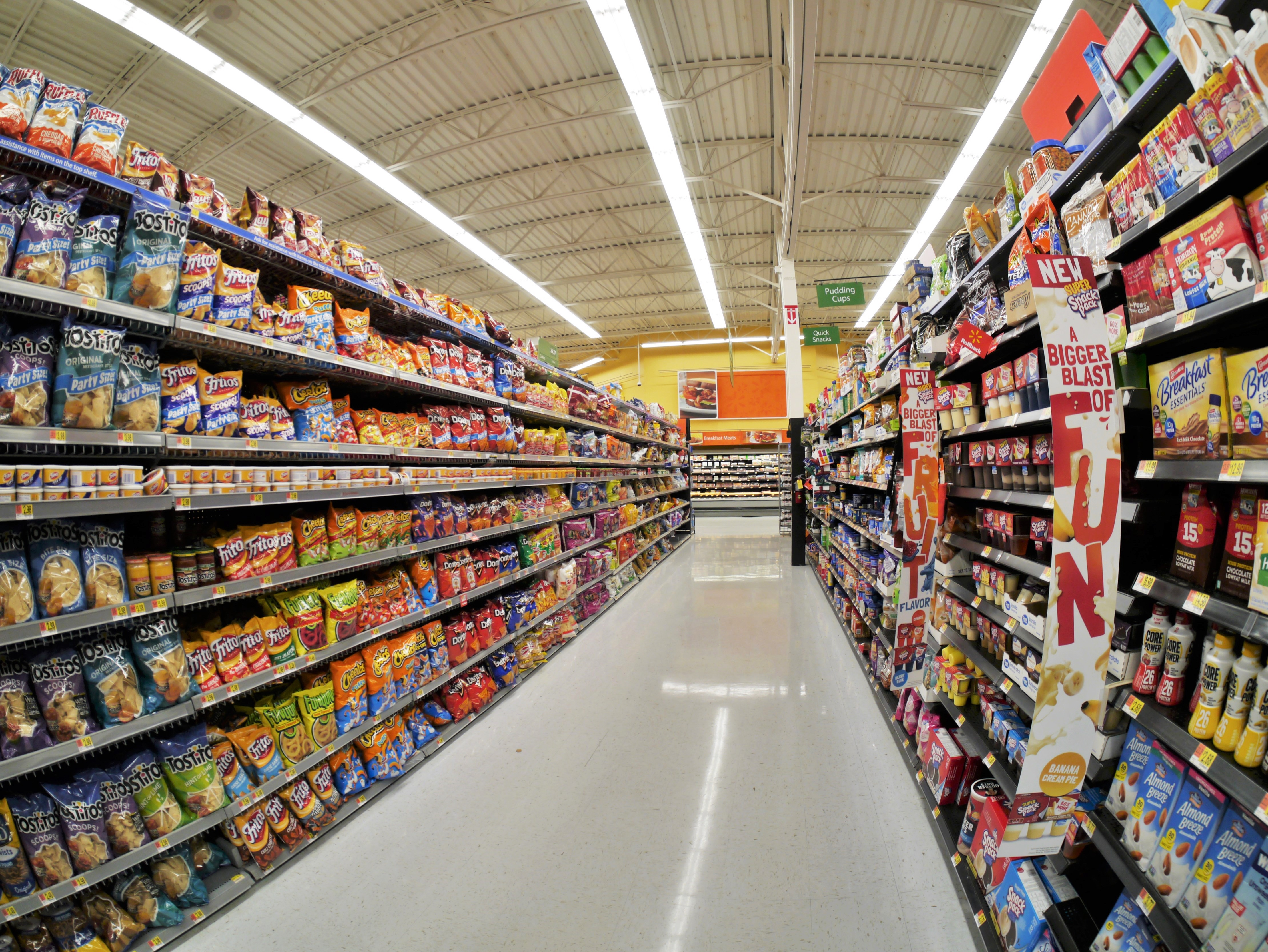
Patatine e altri alimenti ultra trasformati a Walmart, Wenatchee Washington

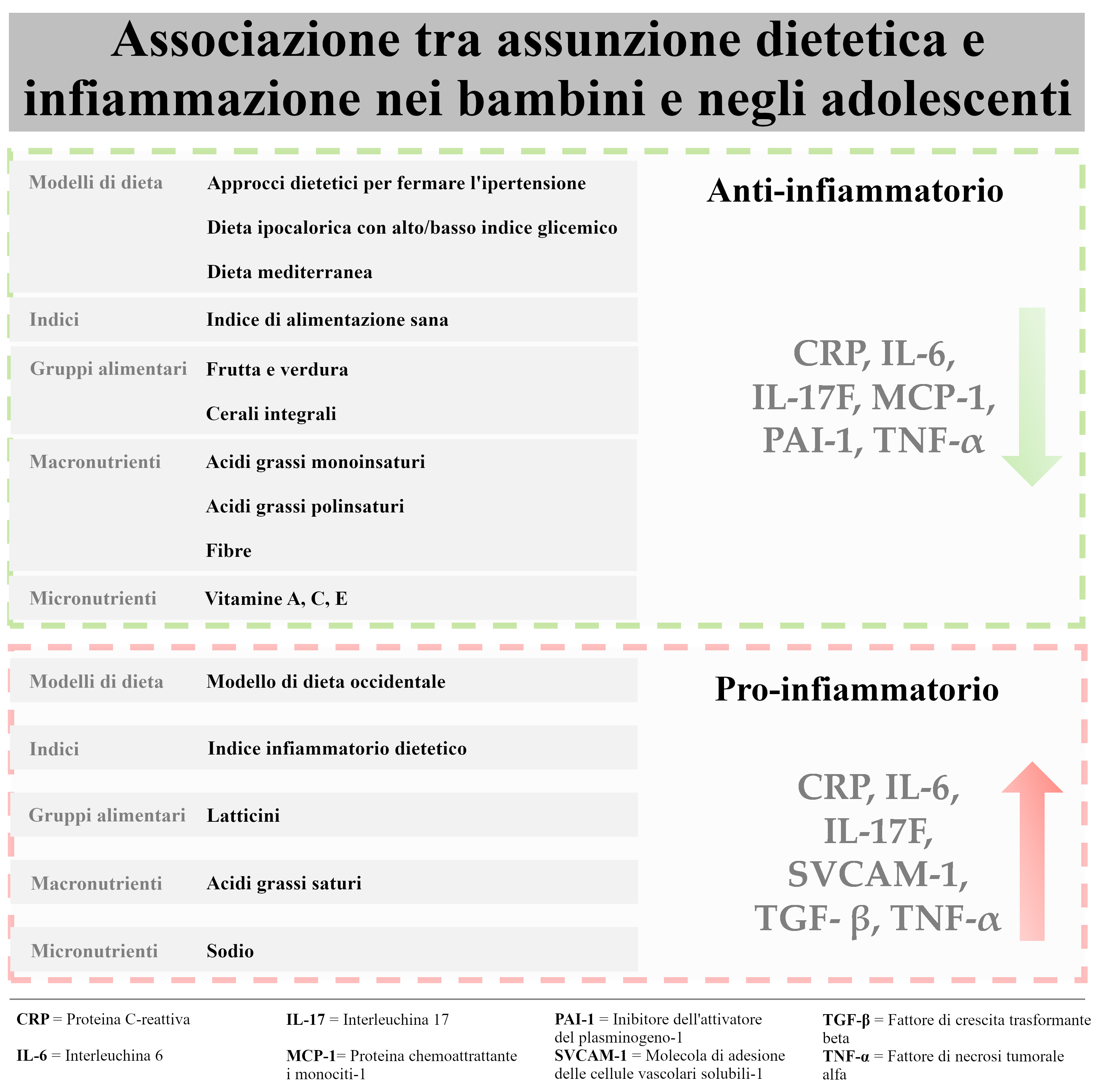
Associazione tra il tipo di dieta e l'infiammazione in bambini ed adolescenti.

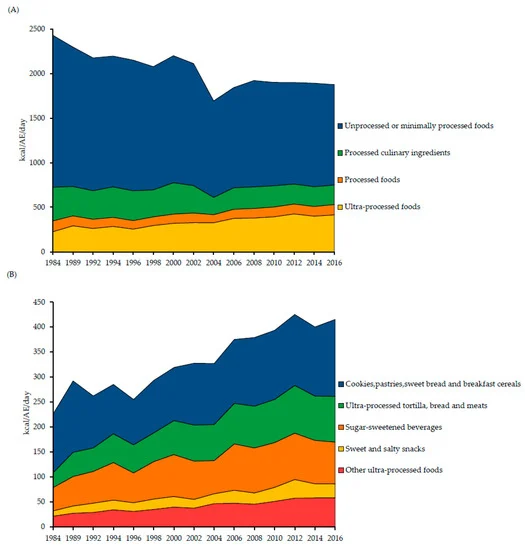
Tendenze negli acquisti di alimenti ultra trasformati dal 1984 al 2016 nelle famiglie messicane

Percentuali di cibi ultralavorati negli acquisti casalinghi in Europa nel 2018

Effetti dei cibi ultralavorati sul corpo umano

I cibi ultralavorati, detti anche cibi ultratrasformati o ultraprocessati (in inglese: ultra-processed foods, o UPF) sono prodotti alimentari e bevande che hanno subito specifici tipi di trasformazione dei prodotti alimentari, di solito da aziende multinazionali molto grandi dette 'Big Food'.
Questi alimenti sono progettati per essere "convenienti, consumati in movimento, iperpalatabili e attraenti per i consumatori e, soprattutto, il segmento più redditizio del portafoglio delle aziende Big Food a causa degli ingredienti a basso costo di questi alimenti".

## Definizione
Il concetto di cibo ultra-elaborato è stato inizialmente sviluppato e coniato dal ricercatore brasiliano di nutrizione Carlos Monteiro, con il suo team presso il Center for Epidemiological Research in Nutrition and Health (NUPENS) presso l'Università di San Paolo, Brasile.
La sua logica è che con l'alimentazione e la salute ora, il problema non è il cibo, né i nutrienti, quanto l'elaborazione, e "dal punto di vista della salute umana, la divisione più saliente di cibo e bevande è in termini del loro tipo di trattamento, grado e finalità dello stesso".
Le specifiche e le definizioni degli alimenti ultra-trasformati sono disponibili nei rapporti pubblicati dalle agenzie delle Nazioni Unite, più recentemente nel 2019, nel database Open Food Facts e nei media.
Essi sono:
- Bevande analcoliche gassate
- Snack confezionati dolci, grassi o salati
- Caramelle (dolciumi)
- Pane e focacce confezionate in serie
- Cookie (biscotti)
- Pasticcini
- Torte e preparati per torte
- Margarina e altri prodotti da spalmare
- Cereali da colazione zuccherati
- Yogurt alla frutta zuccherato e bevande energetiche
- Zuppe, noodle e dessert istantanei in polvere e confezionati
- Piatti pronti a base di carne, formaggio, pasta e pizza
- Pepite e bastoncini di pollame e pesce
- Salsicce, hamburger, hot dog e altri prodotti a base di carne ricostituiti.[2]

Gli alimenti ultra trasformati sono la quarta categoria nel sistema di classificazione alimentare NOVA in base alla natura, all'entità e allo scopo della lavorazione industriale degli alimenti. Le altre tre categorie sono:
- Alimenti non trasformati o minimamente trasformati
- Ingredienti industriali trasformati
- Alimenti trasformati[2]

La lavorazione in quanto tale è essenziale, ed è praticamente tutto il cibo che viene elaborato in qualche modo.
Il termine ultra-elaborazione si riferisce alla lavorazione di ingredienti industriali derivati da alimenti, ad esempio mediante estrusione, stampaggio, rimodellamento, idrogenazione e idrolisi. Gli alimenti ultra trasformati generalmente includono anche additivi come conservanti, dolcificanti, esaltatori sensoriali, coloranti, aromi e coadiuvanti tecnologici, ma poco o nessun alimento intero. Possono essere fortificati con micronutrienti . L'obiettivo è quello di creare prodotti alimentari pronti o pronti da riscaldare durevoli, convenienti e appetibili adatti ad essere consumati come snack o per sostituire piatti e pasti preparati al momento.

## Ricerche scientifiche
Vi è un'associazione positiva tra il consumo di alimenti ultra elaborati e il grasso corporeo durante l'infanzia e l'adolescenza. Inoltre, non esiste nessuno studio che ha riportato un'associazione tra UPF e risultati benefici per la salute.
Una ricerca messicana ha rilevato che gli acquisti di alimenti ultra-trasformati sono raddoppiati negli ultimi tre decenni e gli alimenti acquistati non trasformati o minimamente trasformati sono gradualmente diminuiti (vedi immagine).
Un maggiore consumo di alimenti ultra-trasformati è associato all'eccesso di peso e questa associazione è più pronunciata tra le donne.
Il consumo di cibi ultra processati è stato associato, in uno studio condotto negli USA e pubblicato nel 2022, ad un aumento del cancro al colon. In particolare, sono stati rilevati 3216 casi di carcinoma colonrettale (maschi=1294, femmine=1922) ed i maschi che maggiormente consumavamo alimenti ultraprocessati avevano, rispetto alla controparte con la minor assunzione, un aumento del rischio del 29% (hazard ratio: 1.29, intervallo di confidenza al 95%: 1.08 - 1.53). Nella popolazione femminile, una tale associazione, invece, non è stata riscontrata sebbene in una sotto analisi (alimenti già pronti da mangiare) sia stata rilevata un'associazione statisticamente significativa (hazard ratio: 1.17, intervallo di confidenza al 95%: 1.01 - 1.36).
Un altro studio pubblicato sulla medesima rivista nel 2022, ha associato un maggior consumo di alimenti ultraprocessati ad un aumento della mortalità complessiva (hazard ratio:1.19, intervallo di confidenza al 95%:1.04 - 1.35) e cardiovascolare (hazard ratio:1.32, intervallo di confidenza al 95%:1.06 - 1.64).
Una  metà-analisi su 8.286.940 pazienti adulti di età pari o superiore a 18 anni appartenenti alla popolazione generale, condotta su 41 studi prospettici di coorte nelle Americhe, Europa, Asia e Oceania, ha mostrato che "ogni aggiunta di 100 grammi nel consumo giornaliero di questi cibi, riportano gli scienziati, era associata a una maggiorazione del 14,5 per cento nel rischio di ipertensione, del 5,9 per cento di eventi cardiovascolari, dell'1,2 per cento di cancro, del 19,5 per cento di malattie digestive e del 2,6 per cento di mortalita' per tutte le cause."

## Casi notevoli
A seguito di un'allerta di 60 milioni di consumatori, pubblicata il 12 aprile 2018, l'azienda Danone è chiamata a rispondere a una commissione d'inchiesta governativa per spiegare le differenze tra le sue promesse per la salute e la natura a basso contenuto di nutrienti e persino rischiosa di diversi prodotti ultra trasformati nella sua gamma "salute" (in particolare Actimel, Activia fruit, Danette, Danao, Taillefine, eccetera).
Nel giugno 2021, in un documento interno visionato dal Financial Times, la Nestlé ammette che oltre il 60% dei suoi prodotti alimentari non fa bene alla salute, a partire dal 99% dei gelati in distribuzione; ciò in particolare per l'alto contenuto di zuccheri e sodio. In particolare il documento mette in luce che circa il 70% dei prodotti alimentari, il 96% delle bevande (escluso il caffè puro) e il 99% di pasticceria e gelati non raggiunge la soglia di salubrità; va meglio per le acque e i prodotti lattiero-caseari (60%). Nel documento visionato dal Financial Times viene riportato che alcuni suoi prodotti o categorie di prodotti non saranno mai salutari, indipendentemente dalle possibili migliorie da poter apportare. Non fanno parte di questi prodotti insalubri, secondo la multinazionale che li valuta con il nutri-score, quelli per neonati, il caffè, il cibo per animali o i prodotti legati alla nutrizione medica specializzata.

## Diagnosi
I dati sul consumo di cibi ultraprocessati si basano normalmente sulle risposte dei pazienti ai questionari relativi alle loro abitudini alimentari. 
Uno studio dei campioni biologici (sangue e urine) di circa 700 persone di età compresa tra i 50 e i 74 anni che erano state arruolate nell’ambito dello studio di popolazione chiamato Interactive Diet and Activity Tracking in AARP (IDATA) Study, ha mostrato che tre metaboliti, ossia la N6-carbossimetillisina, la S-metilcisteina -solfossido e l’acido pentoico, sono risultati essere marcatori stabili e significativi dell’assunzione di cibi ultra processati.